# 香川県立観音寺第一高等学校
香川県立観音寺第一高等学校（かがわけんりつ かんおんじだいいちこうとうがっこう、Kagawa Prefectural Kanonji Daiichi High School）は、香川県観音寺市茂木町四丁目にある公立高等学校。通称は「観一」（かんいち）。

## 概要
2020年（令和2年）に創立120周年を迎えた、旧制三豊中学校と三豊高等女学校を前身とする高等学校である。
校庭には本校のシンボルでもある樟樹が生い茂る。

## 特徴
全日制は普通科と理数科を設置している。入学志願の際は学科を分けずに一括募集し、2年次に分かれる「くくり募集」を行っている。
55分授業や習熟度別少人数授業、早朝学習（読書等）、希望者を対象とした土曜日講義「樟樹セミナー」、インターネット・テレビ会議システムを活用した東京大学の高校生向け講座を導入している。
定時制は月曜日から金曜日まで授業が17時50分に始まり21時10分に終了する4時間授業を行っている。卒業までに4年を要する。
臨床心理士および学校心理士の資格を有するピア・サポート活動（仲間同士における支援活動）に精通した教員の指導の下、ピア・サポート養成講座を実施している。

## 課題研究

### スーパーサイエンスハイスクール（SSH）
2007年度（平成19年度）より本校理数科において課題研究の取り組みを始める。
基礎枠
2011年度（平成23年度）に文部科学省から「スーパーサイエンスハイスクール（SSH）」の指定（1期目）を受け、地域に根ざし国際舞台で活躍できる高い志と使命感をもった科学者を育成するため、課題研究の充実に向けたカリキュラム開発をはじめ国内の大学や研究機関との連携、海外科学体験研修、地域の企業や研究機関との連携等を通じて探究力や国際性・科学リテラシー・地域貢献への意識の育成に向けた教育プログラムの研究開発を行った。
2017年度（平成29年度）に同省から「スーパーサイエンスハイスクール（SSH）」の指定（2期目）を受け、これまでのカリキュラム開発を基礎として、より実践的な研究開発を行った。
また、同指定より本校普通科2年生全員が年間を通じて課題研究に取り組むように教育課程の変更を行った。普通科2年文系コースを対象に総合的な学習の時間を「文系課題探究」、理系コースを対象にSSH学校設定科目「課題探究」を開設した。
2022年度（令和4年度）に同省から「スーパーサイエンスハイスクール（SSH）」の指定（3期目）を受け、イノベーションマインドと独創的・科学的な問題解決力を育成する協創的カリキュラム実践の研究開発を行っている。
重点枠
2019年度（平成31年度）から2021年度（令和3年度）までの3年間、同省から「スーパーサイエンスハイスクール（SSH）」の事業科学技術人材重点枠（広域連携）に指定され、統計・データサイエンス教育の充実を全国の高校や地元の小・中学校と連携しながら取り組みを行った。
2022年度（令和4年度）に滋賀県立膳所高等学校のSSH科学技術人材育成重点枠事業の連携校となる。
交流高校
2020年度（令和2年度）から福島県立福島高等学校とオンライン課題研究発表交流を行っている。
2024年度（令和6年度）から鹿児島県立国分高等学校とオンライン課題研究発表交流を行っている。
研究開発成果報告会
毎年2月中旬に1年間通じての研究開発成果の報告会を生徒SSH委員会が司会や運営を行い実施している。理数科「課題研究」、普通科文系「文系課題探究」、普通科理系「課題探究」のすべての2年生と1年生の特色コース及び行事参加生徒が研究開発成果を発表、内数本のポスターセッションは研究開発成果を英語で行い、質疑応答も英語で対応している。
スーパーサイエンスハイスクール(SSH)生徒研究発表会（最終審査6校）
| 2019年（令和元年）8月 | スーパーサイエンスハイスクール(SSH)生徒研究発表会 | 兵庫       | 審査委員長賞 |
| 2020年（令和2年）8月  | スーパーサイエンスハイスクール(SSH)生徒研究発表会 | オンライン | 審査委員長賞 |
| 2021年（令和3年）8月  | スーパーサイエンスハイスクール(SSH)生徒研究発表会 | オンライン | 審査委員長賞 |

### ワールド・ワイド・ラーニング（WWL）
2020年度（令和2年度）から2021年度（令和3年度）までWWL拠点校の関西学院高等部の連携校となり、普通科文系・理系、理数科が他の高校・大学と連携を行い取り組みを行った。
WWLとは、将来的に世界で活躍できるイノベーティブなグローバル人材を育成するため、これまで培って来たスーパーグローバルハイスクール事業（SGH）の取り組みの実績等を踏まえながら、グローバル人材育成に向けた教育資源を活用して高等学校等の先進的なカリキュラムの研究開発・実践と持続可能な取り組みとするための体制整備を行って高等学校等と国内外の大学・企業・国際機関等が協働し、テーマを通じた高校生国際会議の開催等、高校生へ高度な学びを提供する仕組み（ＡＬネットワーク）の形成を目指す取り組みである。
WWL・SGH×探究甲子園
| 2021年（令和3年）3月 | WWL・SGH×探究甲子園2021 | オンライン |
| 2022年（令和4年）3月 | WWL・SGH×探究甲子園2022 | オンライン |

### 高大連携協定
2019年（令和元年）5月14日、本校と「ビッグデータ」の活用研究を行っている滋賀大学とが「高大連携協定」の締結を行った。情報通信技術を用いて教育や研究・人材育成を共同で進めている。
本校卒業生の田岡嘉寿彦、藤田敬三、秋山範二は、滋賀大学経済学部前身の彦根高等商業学校の教授を務めた。
また田岡嘉寿彦は彦根高等商業学校校長、秋山範二は新制滋賀大学発足時の学長事務取扱を歴任した。

### 大平賞
本校の前身である旧制三豊中学卒業生の第68・69代内閣総理大臣 大平正芳の思想と事績を進めている大平正芳記念財団（東京都）と本校が協議を進めて、探究活動の充実・発展を目的に「大平賞」を2022年（令和4年）に於いて創設する事で合意に至った。2023年（令和5年）1月に施行されて、2022年度（令和4年度）在学生徒からの適用を決めた。
表彰式は、卒業式前日に行われる。在学中に探究活動に熱心に取り組み、最も優秀なグループのメンバーに対して賞状と副賞を贈呈して称える。
究理居情
「大平賞」の副賞の置時計のプレートに付けられており、本校校長室にある大平正芳の書に由来する。筋道を立てて冷静に物事を見たり考えたりする理の力を育てる教育は重要な事である。その理の上に素晴らしい、美しい等の情の教育は人間を突き動かす根元的なものである。
表彰研究テーマ
| 2023年（令和5年）3月 | ハエトリソウの閉合期間とたんぱく源含有率の関係 |
| 2024年（令和6年）3月 | アブラムシは青色の光を避けるのか               |
| 2025年（令和7年）3月 | 高校野球タイブレーク戦略                       |

## 国際交流
海外科学体験研修（アメリカ研修）
スーパーサイエンスハイスクール（SSH）事業に於ける国際性育成の取組である。本校理数科2年生が、世界トップレベルの科学技術研究機関や学術研究機関等を訪問して国際性を身に付ける事を目的に実施している。
海外留学
トビタテ！留学JAPAN（国の留学支援制度）、トビタテ！留学SANUKI（香川県の留学支援制度）等を利用して、本校生徒が短期・長期の海外留学を行っている。
交換留学生受入
1988年（昭和63年）1月、オーストラリアからの留学生を1年間受け入れた。
海外からの留学生を受け入れており、本校に在籍している。
アップルトン市交流事業
観音寺市の姉妹都市であるアメリカ合衆国ウィスコンシン州アップルトン市からの訪問団が、毎年7月に来校して交流を図っている。
観音寺市からアップルトン市への中高生派遣訪問団が、毎年7月末から約2週間滞在してホームステイしながら公的機関、大学、高校の見学や交流会を行っている。派遣訪問団に本校生徒が参加している。
観音寺市国際交流協会が主催となり、1988年（昭和63年）よりアップルトン市とのホームステイ派遣・受入の交流事業を行っている。

## 沿革
- 1900年（明治33年）- 香川県立丸亀中学校三豊分校開校
- 1903年（明治36年）- 香川県立三豊中学校として独立
- 1907年（明治40年）- 三豊郡立三豊実業女学校開校
- 1922年（大正11年）- 香川県立三豊高等女学校に改称
- 1948年（昭和23年）- 三豊高等学校、三豊女子高等学校が発足。定時制課程設置
- 1949年（昭和24年）- 香川県立三豊高等学校と香川県立三豊女子高等学校を統合し、香川県立観音寺第一高等学校を設置
- 1955年（昭和30年）- 校歌制定発表会
- 1969年（昭和44年）- 全日制課程に理数科設置
- 1970年（昭和45年）- 創立70周年および体育館・同窓会館落成記念式挙行
- 2000年（平成12年）- 創立100周年記念式典挙行

## 設置課程
- 全日制
  - 普通科
  - 理数科
- 定時制
  - 普通科
- 補習科

## 入学案内
- 全日制（普通科・理数科の「くくり募集」）[39]
  - 一般選抜[40]
    - 全国募集（別枠）[41]

  - 自己推薦選抜[40]
    - 他学区枠（別枠 入学定員の内数）[42]
    - 全国募集（別枠）[41]
- 定時制
  - 一般選抜[40]
  - 第2次募集[40]

## 全国募集
せとうち留学
香川県は令和3年度入試より本校を含む14校の公立高校および県立中学校生徒を全国から募集を始めた。
令和7年度入試では31校の公立高校および県立中学校で全国募集を実施した。
助成金
観音寺市は、本校と観音寺総合高校の全国募集枠の生徒に対して下宿する場合には家賃として月額1万円、通学する場合には交通費として月額2千円の補助を行っている。但し、年間上限18名までとする。
合格者数
(合格者数の上限12名、内自己推薦選抜 令和3年度～令和7年度6名 令和8年度11名)
|          | 令和３年度 | 令和４年度 | 令和５年度 | 令和６年度 | 令和７年度 |
| -------- | ---------- | ---------- | ---------- | ---------- | ---------- |
| 自己推薦 | 3          | 3          | 1          | 6          | 6          |
| 一般選抜 |            |            |            | 3          | 2          |

## 制服
- 男子生徒[47] [48]

　(冬服)
一般的な詰襟学生服
校章は右襟 組章は左襟 指定のボタンを付ける　
　(夏服)
白色の校章マーク入り長袖または半袖シャツ
組章は左襟に付ける
靴は革靴(黒色)または運動靴　靴下は黒色または白色の単色
厳冬時は防寒着、マフラー、手袋使用可能
- 女子生徒[47] [48]

　(冬服)
黒色のベストスーツ、ボックススカートまたはスラックス、白色の校章マーク入り長袖ブラウス、えんじ色のネクタイ
校章はジャケットの左襟 組章は左胸に付ける
規定のネクタイピン(使用する場合)
　(夏服)
白色の校章マーク入り長袖または半袖ブラウス、夏用スカートまたは夏用スラックス
組章は左襟に付ける
靴は革靴(黒色)または運動靴　靴下は黒色または白色の単色　ストッキングは黒色またはベージュの無地
厳冬時はベストに替えて黒色のセーター、防寒着、マフラー、手袋使用可能
※2022年（令和4年）冬季よりスラックスを導入してスカートと選択が可能となった。

## 交通アクセス
最寄りの鉄道駅
- JR四国 予讃線 「観音寺駅」から徒歩15分・自転車6分[50]
  - 大正橋プラザ駐輪所（JR観音寺駅前の大正橋を渡った所にある無料駐輪場）[51]

※電車およびバス通学の場合でもJR観音寺駅から本校まで自転車の利用が認められている。
最寄りのバス停
- 観音寺市のりあいバス
  - 内循環線・外循環線・粟井姫浜線・五郷高室線 「観音寺市役所停留所」[53]から徒歩10分[50]
  - 箕浦観音寺線 「村黒（デイリーヤマザキ）停留所」[54]から徒歩6分[50]
- 三豊市コミュニティバス
  - 財田観音寺線・高瀬観音寺線・仁尾線 「観音寺第一高校口停留所」[55]から徒歩6分[50]

※バスの位置情報をリアルタイムで確認出来るバスロケーションシステム『バス予報』の利用が可能である。
最寄りの高速インターチェンジ
- 高松自動車道 「さぬき豊中IC」から自動車13分(登校時間帯)[50]
  - ETC専用料金所[57]
- 高松自動車道 「大野原IC」から自動車14分(登校時間帯)[50]
  - ETC・一般料金所 [57]

## 学校行事
- 体育祭

毎年5月に行われる。クラス対抗種目として、長縄跳びやムカデ競争、綱引き、リレーでポイントを競う。また、マスゲームとして全員参加の「観一ウルトラクイズ」、女子生徒による「カドリール」、各学年による「フォークダンス」がある。
- 定期戦

毎年6月に「観音寺市内高校野球定期戦」が、観音寺市総合運動公園野球場で行われる。本校と観音寺総合高校で争われる。また、応援団・バトン部員、生徒によるエール交換および応援も行われる。
- 文化祭

「観一祭」と呼ばれ、毎年9月に行われる。2日間にわたって開催され、1日目の午前中は、1、2年生によるクラス対抗歌合戦が行われ、1日目の午後から一般公開となる。また、3年生男子による「デカンショ」と3年生女子による「民謡踊り」および定時制生徒の制作による「壁画」の展示が、恒例となっており地域のファンも多い。（デカンショ節参照）
バンカラな校風の象徴の「デカンショ」は、1948年 (昭和23年) 10月、前身の三豊高等学校の文化祭で行った事が始まりである。1950年 (昭和25年) 観一祭から引き継いで踊られてきた。かすり着物姿の「民謡踊り」は、1957年 (昭和32年) から受け継がれている。
定時制の「壁画」は、1980年 (昭和55年) に大凧「角凧」を初めて出展して以来、大凧から壁画に変遷して展示している。
- クラスマッチ

「加藤杯」と呼ばれ、毎年7月、12月、3月に行われる。12月と3月は3年生は受験の関係で参加できない。7月はバレーボール(男・女)・バドミントン(混合)・オセロ(混合)、12月はバスケットボール（男・女）・卓球（混合）・オセロ（混合）、3月はサッカー（男子）・ドッジボール（女子）・バドミントン（男・女）を、2日間にわたって行う（近年、要望によりバドミントンや卓球など様々な球技も追加されている）。なお、出場資格は職員や補習科の生徒にもあたえられているので、「職員チーム」として、職員や補習科の生徒が参加することもある。
- ロードレース

毎年2月に観音寺市総合運動公園で行われる。男子は4.4km、女子は3.3kmを走る。各学年上位10名は表彰を受け、表彰状と賞品が授与される。また、50位と100位の生徒にも賞品が授与される。
- 生活体験発表会

定時制で学ぶ生徒が、それぞれに抱える困難な環境の中で、自らを切り拓くために頑張ってきた苦労と努力の体験談を発表し、多くの人々に感動と勇気を与えることを目的に行われる。

## 進路状況
主要国立大学合格者数
（ ）内は過年度
|                | 平成25年度 | 平成26年度 | 平成27年度        | 平成28年度 | 平成29年度 | 平成30年度 | 平成31年度 | 令和２年度 | 令和３年度 | 令和４年度 | 令和５年度 | 令和６年度 | 令和７年度 |
| -------------- | ---------- | ---------- | ----------------- | ---------- | ---------- | ---------- | ---------- | ---------- | ---------- | ---------- | ---------- | ---------- | ---------- |
| 東京大         | 1（1）     |            | 2（2）            | 1（1）     |            |            |            | 1          |            |            |            | 1          |            |
| 京都大         | 1（1）     |            | 1                 |            | 1（1）     |            | 1          |            | 1（1）     | 1（1）     |            |            |            |
| 一橋大         | 1          |            |                   |            |            |            |            |            |            |            |            |            |            |
| 東京科学大     |            |            | 1（1） 東工1（1） |            |            |            | 1 医歯1    |            |            |            | 1 東工1    |            |            |
| 【東京一科計】 | 3（2）     | -（-）     | 4（3）            | 1（1）     | 1（1）     | -（-）     | 2（-）     | 1（-）     | 1（1）     | 1（1）     | 1（-）     | 1（-）     | -（-）     |
| 大阪大         | 7（5）     | 4（4）     | 7（3）            | 3（2）     | 3（2）     | 4（2）     | 6（3）     | 5（1）     | 4          | 3（2）     | 1（1）     | 5（2)      | 1          |
| 北海道大       |            |            |                   |            |            |            |            | 1          | 1（1）     |            |            |            |            |
| 東北大         |            |            |                   |            |            |            | 1          |            |            |            |            | 1（1）     | 1          |
| 名古屋大       | 1（1）     | 1（1）     |                   |            |            |            |            |            | 1          |            |            | 1          |            |
| 神戸大         |            | 2          | 3                 | 2（1）     |            |            |            | 1          | 2（1）     |            | 6（3）     | 3          |            |
| 九州大         |            | 2（2）     | 1                 |            |            | 1          | 2（1）     | 1          | 1（1）     |            |            | 1（1）     |            |
| 【難関大計】   | 11（8）    | 9（7）     | 15（6）           | 6（4）     | 4（3）     | 5（2）     | 11（4）    | 9（1）     | 10（4）    | 4（3）     | 8（4）     | 12（4）    | 2（-）     |
| 筑波大         | 1（1）     | 3（1）     | 1（1）            | 2（1）     | 1          | 4          |            | 3          |            |            | 1（1）     | 2（1）     |            |
| 千葉大         | 2（2）     |            |                   | 1（1）     | 1（1）     |            | 1          |            |            |            |            | 1（1）     | 2（1）     |
| お茶の水女子大 |            |            |                   |            | 1（1）     |            |            |            |            |            |            |            |            |
| 電気通信大     |            | 1          | 2（2）            |            |            |            |            | 1（1）     |            |            |            |            |            |
| 東京外国語大   | 1          |            |                   |            |            |            | 1（1）     |            |            |            |            |            |            |
| 横浜国立大     |            |            |                   | 1          |            |            |            |            | 1          | 1          |            |            |            |
| 金沢大         |            |            |                   |            | 1（1）     |            |            |            |            |            | 1          |            |            |
| 奈良女子大     |            |            |                   |            |            |            |            |            | 1（1）     |            |            |            |            |
| 岡山大         | 10         | 13（7）    | 12（4）           | 10（2）    | 15（9）    | 10（2）    | 12（7）    | 10（4）    | 13（2）    | 5（1）     | 5（1）     | 10（4）    | 4          |
| 広島大         | 7（2）     | 3（3）     | 7（4）            | 8（4）     | 6（3）     | 12（3）    | 6（1）     | 3          | 6（3）     | 8          | 5          | 7（3）     | 4（1）     |
| 徳島大         | 7（3）     | 5（3）     | 5                 | 9（1）     | 10（5）    | 10（3）    | 4（2）     | 7（2）     | 6（2）     | 4（3）     | 3          |            | 4          |
| 香川大         | 19（9）    | 27（10）   | 32（9）           | 18（5）    | 10（3）    | 13（6）    | 17（4）    | 21（4）    | 21（3）    | 19（4）    | 11         | 17（1）    | 18（1）    |
| 愛媛大         | 12（7）    | 9（3）     | 18（7）           | 12（5）    | 13（4）    | 18（4）    | 8（2）     | 8（1）     | 12         | 11（2）    | 11         | 10（2）    | 3（1）     |
| 高知大         | 5（2）     | 4（2）     | 4（1）            | 3          | 2（1）     | 2（1）     | 3（1）     | 3          | 5（1）     | 4          | 8（1）     | 3（1）     | 3          |
| 【国立大計】   | 94（43）   | 85（45）   | 112（40）         | 80（28）   | 74（36）   | 96（31）   | 77（25）   | 82（18）   | 95（24）   | 67（18）   | 75（11）   | 81（21）   | 54（9）    |

主要公立大学合格者数
（ ）内は過年度
|                | 平成25年度              | 平成26年度   | 平成27年度   | 平成28年度                   | 平成29年度              | 平成30年度   | 平成31年度    | 令和２年度              | 令和３年度             | 令和４年度 | 令和５年度 | 令和６年度 | 令和７年度 |
| -------------- | ----------------------- | ------------ | ------------ | ---------------------------- | ----------------------- | ------------ | ------------- | ----------------------- | ---------------------- | ---------- | ---------- | ---------- | ---------- |
| 国際教養大     | 1                       |              |              |                              |                         |              |               |                         |                        |            |            |            |            |
| 東京都立大     | 2（2）                  |              |              |                              |                         |              |               |                         |                        |            |            |            |            |
| 京都府立大     | 2（1）                  | 1            | 1（1）       |                              |                         | 2（2）       |               |                         |                        |            |            |            |            |
| 大阪公立大     | 3（2） 市立2（2） 府立1 | 1 市立1 府立 | 1 市立 府立1 | 3（3） 市立2（2） 府立1（1） | 2（1） 市立1 府立1（1） | 3 市立 府立3 | 3 市立1 府立2 | 2（1） 市立1（1） 府立1 | 3（1） 市立3（1） 府立 | 1          | 2          | 1          | 1（1）     |
| 横浜市立大     | 1                       |              |              |                              |                         |              |               |                         |                        |            |            |            |            |
| 都留文科大     |                         | 2（2）       | 1            |                              |                         |              |               |                         | 1                      | 1（1）     | 2          |            |            |
| 名古屋市立大   |                         | 1            |              |                              |                         |              | 1（1）        |                         |                        |            |            |            |            |
| 神戸市外国語大 |                         |              | 3（3）       | 2                            | 1                       |              | 2             |                         |                        |            |            |            |            |
| 【公立大計】   | 28（9）                 | 26（8）      | 32（8）      | 22（6）                      | 17（4）                 | 31（9）      | 29（9）       | 25（4）                 | 18（5）                | 26（5）    | 29（5）    | 23（1）    | 23（4）    |

医学部医学科合格者数
（ ）内は過年度
|                   | 平成25年度 | 平成26年度 | 平成27年度 | 平成28年度 | 平成29年度 | 平成30年度 | 平成31年度 | 令和２年度 | 令和３年度 | 令和４年度 | 令和５年度 | 令和６年度 | 令和７年度 |
| ----------------- | ---------- | ---------- | ---------- | ---------- | ---------- | ---------- | ---------- | ---------- | ---------- | ---------- | ---------- | ---------- | ---------- |
| 岡山大 医・医     |            |            |            |            |            |            | 1（1）     |            |            |            | 1          |            |            |
| 島根大 医・医     |            |            |            |            |            |            |            |            |            | 1（1）     |            |            |            |
| 香川大 医・医     | 2（1）     |            | 2          | 1（1）     | 1          | 1          |            |            | 1（1）     | 1          |            | 1（1）     |            |
| 高知大 医・医     | 1（1）     |            | 1          |            |            |            |            |            |            |            |            |            |            |
| 自治医科大 医学部 |            |            |            | 1（1）     |            |            |            |            |            |            |            |            |            |

薬学部薬学科合格者数
（ ）内は過年度
|                   | 平成25年度 | 平成26年度 | 平成27年度 | 平成28年度 | 平成29年度 | 平成30年度 | 平成31年度 | 令和２年度 | 令和３年度 | 令和４年度 | 令和５年度 | 令和６年度 | 令和７年度 |
| ----------------- | ---------- | ---------- | ---------- | ---------- | ---------- | ---------- | ---------- | ---------- | ---------- | ---------- | ---------- | ---------- | ---------- |
| 東京大 薬学部     |            |            |            | 1（1）     |            |            |            |            |            |            |            |            |            |
| 大阪大 薬・薬     |            |            | 1          |            |            |            |            |            |            |            |            | 2（1）     |            |
| 広島大 薬・薬     |            |            |            |            |            |            | 1          |            |            |            |            |            |            |
| 岡山大 薬・薬     |            |            |            |            |            | 1          |            |            |            | 1（1）     |            |            | 1          |
| 徳島大 薬・薬     |            |            |            |            |            |            |            |            | 2（2）     |            |            |            |            |
| 長崎大 薬・薬     | 1          |            | 1（1）     |            |            |            | 1          |            |            |            |            |            |            |
| 岐阜薬科大 薬・薬 |            |            |            |            |            |            |            |            |            |            | 1（1）     |            |            |
| 京都薬科大 薬学部 | 1（1）     | 1          |            |            | 2（2）     |            | 1          |            | 1（1）     | 1          | 2（1）     | 1          | 2          |

※東京大学薬学部　推薦入試合格者

主要私立大学合格者数
（ ）内は過年度
|            | 平成25年度 | 平成26年度 | 平成27年度 | 平成28年度 | 平成29年度 | 平成30年度 | 平成31年度 | 令和２年度 | 令和３年度 | 令和４年度 | 令和５年度 | 令和６年度 | 令和７年度 |
| ---------- | ---------- | ---------- | ---------- | ---------- | ---------- | ---------- | ---------- | ---------- | ---------- | ---------- | ---------- | ---------- | ---------- |
| 早稲田大   | 12（8）    | 1          | 17（13）   | 7（1）     | 7（4）     | 5（3）     | 5（1）     |            | 3          | 3（1）     | 1（1）     | 1（1）     | 2          |
| 慶應義塾大 | 5（4）     | 3（1）     | 2（1）     |            | 1（1）     |            | 2          | 1（1）     |            | 2（1）     |            | 2（2）     | 2          |
| 上智大     | 5（2）     |            | 2（2）     | 1（1）     | 1          | 1（1）     | 2（1）     |            |            |            | 2          |            | 2          |
| 東京理科大 | 5（5）     | 7（6）     | 3（2）     | 3（3）     | 1          | 3          | 6（4）     | 5（3）     | 1          | 2          | 3（1）     | 2（1）     | 4          |
| 明治大     | 12（10）   | 6（5）     | 10（7）    | 9（6）     | 3（1）     | 3（1）     | 3（2）     | 4（4）     | 4          | 3（3）     | 6（5）     | 4（1）     | 7          |
| 同志社大   | 16（8）    | 20（12）   | 17（8）    | 11（4）    | 14（9）    | 12（7）    | 12（7）    | 17（6）    | 15（7）    | 14（5）    | 12（5）    | 13（5）    | 8          |

※早稲田大学政治経済学部・慶應義塾大学薬学部等　指定校推薦入試合格者は含まれていない。
主要大学校合格者数
（ ）内は過年度
|                | 平成25年度 | 平成26年度 | 平成27年度 | 平成28年度 | 平成29年度 | 平成30年度 | 平成31年度 | 令和２年度 | 令和３年度 | 令和４年度 | 令和５年度 | 令和６年度 | 令和７年度 |
| -------------- | ---------- | ---------- | ---------- | ---------- | ---------- | ---------- | ---------- | ---------- | ---------- | ---------- | ---------- | ---------- | ---------- |
| 防衛大学校     |            |            | 1（1）     |            |            |            |            |            | 1          |            | 1          | 1          |            |
| 防衛医科大学校 |            |            |            |            |            | 1（1）     |            |            |            |            |            |            |            |
| 海上保安大学校 |            |            |            |            | 1          |            |            |            |            |            | 1（1）     |            |            |
| 航空保安大学校 |            |            |            |            |            |            |            |            | 1          |            |            |            |            |

## 部活動
学芸部、運動部あわせて35の部・同好会および応援団がある。
学芸部
- 文芸部
- 生物部
- 化学部
- 写真部
- 天体部
- 電気部
- 地歴部
- 書道部
- 美術部
- コーラス部
- 吹奏楽部
- 茶道部
- 家庭科部
- 新聞部（休部中）
- 演劇部
- ESS部
- 放送部
- 邦楽部
- ギター同好会
- 数学同好会

運動部
- 陸上競技部
- 水泳部（休部中）
- 山岳部
- 野球部
- バレーボール部
- バスケットボール部
- 新体操部
- ソフトテニス部
- 卓球部
- 柔道部
- 剣道部
- サッカー部
- アーチェリー部
- 弓道部
- バドミントン部

生徒会
- 応援団
  - リーダー部
  - バトン部

## 部活動記録
全国大会優勝記録
- 卓球部

| 1949年（昭和24年）10月 | 第4回国民体育大会 | 東京 | 卓球高校女子 |

- 水泳部

| 1950年（昭和25年）8月 | 第18回日本高等学校選手権水泳競技大会 | 広島 | 男子100mバタフライ |
| 1950年（昭和25年）8月 | 第18回日本高等学校選手権水泳競技大会 | 広島 | 男子200mバタフライ |

- 陸上競技部

| 1950年（昭和25年）10月 | 第5回国民体育大会                      | 愛知   | 男子（19歳以下）やり投   |
| 1971年（昭和46年）6月  | 第55回日本陸上競技選手権大会           | 東京   | 女子400mリレー           |
| 1974年（昭和49年）10月 | 第29回国民体育大会                     | 茨城   | 高校男子やり投           |
| 1975年（昭和50年）10月 | 第30回国民体育大会                     | 三重   | 少年男子Aやり投          |
| 1990年（平成2年）10月  | 第21回ジュニアオリンピック陸上競技大会 | 静岡   | 男子110mジュニアハードル |
| 1991年（平成3年）6月   | 第7回日本ジュニア陸上競技選手権大会    | 愛知   | 男子棒高跳               |
| 1991年（平成3年）10月  | 第46回国民体育大会                     | 石川   | 少年男子A棒高跳          |
| 1993年（平成5年）10月  | 第48回国民体育大会                     | 徳島   | 少年女子B800m            |
| 1996年（平成8年）6月   | 第80回日本陸上競技選手権大会           | 大阪   | 女子棒高跳               |
| 1996年（平成8年）10月  | 第51回国民体育大会                     | 広島   | 少年女子100mハードル     |
| 1998年（平成10年）10月 | 第53回国民体育大会                     | 神奈川 | 少年女子共通棒高跳       |
| 1999年（平成11年）8月  | 全国高等学校総合体育大会               | 岩手   | 陸上男子フィールドの部   |
| 1999年（平成11年）10月 | 第54回国民体育大会                     | 熊本   | 少年男子B110mハードル    |
| 2001年（平成13年）6月  | 第17回日本ジュニア陸上競技選手権大会   | 長野   | 男子110mハードル         |
| 2002年（平成14年）10月 | 第57回国民体育大会                     | 高知   | 少年男子A棒高跳          |
| 2002年（平成14年）10月 | 第33回ジュニアオリンピック陸上競技大会 | 神奈川 | A男子棒高跳              |
| 2003年（平成15年）6月  | 第19回日本ジュニア陸上競技選手権大会   | 群馬   | 女子200m                 |
| 2003年（平成15年）10月 | 第34回ジュニアオリンピック陸上競技大会 | 神奈川 | A男子棒高跳              |
| 2005年（平成17年）10月 | 第60回国民体育大会                     | 岡山   | 少年男子A棒高跳          |
| 2008年（平成20年）10月 | 第63回国民体育大会                     | 大分   | 少年男子共通棒高跳       |
| 2009年（平成21年）2月  | 日本ジュニア室内陸上競技大阪大会       | 大阪   | ジュニア男子棒高跳       |
| 2013年（平成25年）10月 | 第68回国民体育大会                     | 東京   | 少年男子共通棒高跳       |
| 2016年（平成28年）10月 | 第10回日本ユース陸上競技選手権大会     | 愛知   | 女子棒高跳               |
| 2017年（平成29年）7月  | 全国高等学校総合体育大会               | 山形   | 男子棒高跳               |
| 2017年（平成29年）8月  | 全国高等学校総合体育大会               | 山形   | 女子棒高跳               |
| 2017年（平成29年）8月  | 第5回全国高等学校陸上競技選抜大会      | 大阪   | 女子棒高跳               |
| 2017年（平成29年）10月 | 第72回国民体育大会                     | 愛媛   | 少年男子A棒高跳          |
| 2017年（平成29年）10月 | 第72回国民体育大会                     | 愛媛   | 少年女子共通棒高跳       |
| 2017年（平成29年）10月 | 第11回U18日本陸上競技選手権大会        | 愛知   | 女子棒高跳               |
| 2018年（平成30年）8月  | 全国高等学校総合体育大会               | 三重   | 女子棒高跳               |
| 2018年（平成30年）10月 | 第34回U20日本陸上競技選手権大会        | 愛知   | 女子棒高跳               |
| 2019年（平成31年）2月  | 日本室内陸上競技大阪大会               | 大阪   | U20女子棒高跳            |
| 2023年（令和5年）10月  | 第17回U18／第54回U16陸上競技大会       | 愛媛   | U16男子棒高跳            |

- 新体操部

| 1965年（昭和40年）8月  | 全国高等学校総合体育大会 | 宮崎   | 女子団体徒手体操         |
| 1965年（昭和40年）10月 | 第20回国民体育大会       | 岐阜   | 体操高校女子（団体徒手） |
| 1967年（昭和42年）8月  | 全国高等学校総合体育大会 | 福井   | 女子団体徒手体操         |
| 1970年（昭和45年）8月  | 全国高等学校総合体育大会 | 和歌山 | 女子団体徒手体操         |
| 1971年（昭和46年）10月 | 第26回国民体育大会       | 和歌山 | 体操高校女子（団体体操） |
| 1972年（昭和47年）8月  | 全国高等学校総合体育大会 | 山形   | 女子団体徒手体操         |
| 1973年（昭和48年）8月  | 全国高等学校総合体育大会 | 静岡   | 女子新体操               |

- 山岳部

| 1993年（平成5年）10月 | 第48回国民体育大会 | 徳島 | 山岳競技少年女子 |

- 弓道部

| 1995年（平成7年）10月 | 第50回国民体育大会       | 福島 | 弓道少年女子団体種目別総合 |
| 1996年（平成8年）8月  | 全国高等学校総合体育大会 | 山梨 | 男子弓道個人               |
| 2002年（平成14年）8月 | 全国高等学校総合体育大会 | 茨城 | 女子弓道団体               |
| 2009年（平成21年）9月 | 第64回国民体育大会       | 新潟 | 弓道少年男子個人           |

全国大会受賞記録
- 吹奏楽部

| 1962年（昭和37年）10月 | 第10回全日本吹奏楽コンクール | 北海道 | 高校A部門 5位  |
| 1968年（昭和43年）11月 | 第16回全日本吹奏楽コンクール | 京都   | 高校A部門 4位  |
| 1972年（昭和47年）11月 | 第20回全日本吹奏楽コンクール | 東京   | 高校A部門 銀賞 |
| 1973年（昭和48年）11月 | 第21回全日本吹奏楽コンクール | 愛知   | 高校A部門 銀賞 |
| 1974年（昭和49年）11月 | 第22回全日本吹奏楽コンクール | 兵庫   | 高校A部門 銀賞 |
| 1976年（昭和51年）11月 | 第24回全日本吹奏楽コンクール | 神奈川 | 高校A部門 銅賞 |
| 1977年（昭和52年）11月 | 第25回全日本吹奏楽コンクール | 東京   | 高校A部門 銀賞 |
| 1982年（昭和57年）10月 | 第30回全日本吹奏楽コンクール | 東京   | 高校A部門 銅賞 |
| 1983年（昭和58年）10月 | 第31回全日本吹奏楽コンクール | 東京   | 高校A部門 銅賞 |
| 1986年（昭和61年）10月 | 第34回全日本吹奏楽コンクール | 東京   | 高校A部門 銅賞 |
| 1988年（昭和63年）10月 | 第36回全日本吹奏楽コンクール | 東京   | 高校A部門 銀賞 |
| 2001年（平成13年）9月  | 第49回全日本吹奏楽コンクール | 東京   | 高校A部門 銅賞 |

- 放送部

| 2011年（平成23年）8月 | 第35回全国高等学校総合文化祭 | 福島 | アナウンス部門 優秀賞 |

- 邦楽部

| 2012年（平成24年）8月 | 第36回全国高等学校総合文化祭 | 富山 | 日本音楽部門 文化庁長官賞 |

- 演劇部

| 2014年（平成26年）7月 | 第38回全国高等学校総合文化祭 | 茨城   | 演劇部門 優良賞 |
| 2023年（令和5年）7月  | 第47回全国高等学校総合文化祭 | 鹿児島 | 演劇部門 優良賞 |

- 写真部

| 2016年（平成28年）7月 | 第23回全国高等学校写真選手権大会 | 北海道 | 敢闘賞 |
| 2019年（令和元年）7月 | 第26回全国高等学校写真選手権大会 | 北海道 | 敢闘賞 |

全国高校生金融経済クイズ選手権 『エコノミクス甲子園』
- 地歴部

| 2008年（平成20年）1月 | 第2回全国高校生金融経済クイズ選手権  | 東京 | 全国大会7位          |
| 2010年（平成22年）1月 | 第4回全国高校生金融経済クイズ選手権  | 東京 | 全国大会予選敗退     |
| 2017年（平成29年）2月 | 第11回全国高校生金融経済クイズ選手権 | 東京 | 全国大会準々決勝敗退 |

## 活躍の記録
天覧演技
1966年（昭和41年）4月21日、昭和天皇・皇后が来県。香川県立体育館に於いて臨席のもと、前年度に高校総体および国体を制した本校新体操部が模範演技を行った。
国立劇場公演
本校邦楽部が、第36回全国高等学校総合文化祭の日本音楽部門で上位4校の内の1校（第2位相当）に選ばれて「文化庁長官賞」を受賞した。
2012年（平成24年）8月26日、国立劇場に出演して演奏曲「花舞」の公演を行った。
第6回全日本都市対抗野球大会 優勝投手
- 木村秀一 - 全神戸（旧制三豊中学・関西学院大学野球部出身）

4試合全てに登板完投、打者139人に対して1失点のピッチングで優勝旗の黒獅子旗獲得に貢献した。
東京六大学野球 首位打者
- 森岡雅善 - 法政大学（旧制三豊中学野球部出身）

1926年（大正15年） 秋季リーグ戦 13試合42打数14安打打率.333
東都大学野球（1部リーグ） 首位打者
- 田中大貴 - 国学院大学（観音寺第一高校野球部出身）

2022年（令和4年） 秋季リーグ戦 13試合46打数15安打打率.326

## 地域との関わり
- 一般公開天体観察会

本校天体部では、年に2回程度、本校校庭において、一般公開天体観察会を実施している。地域の皆様や地元の小・中学生を招いて、天体部員が操作する天体望遠鏡で様々な天体の観察が行われる。
- クリスマスコンサート

本校吹奏楽部では、クリスマス・イヴの当日もしくは前授業日に、本校中庭において、クリスマスコンサートを実施している。生徒の他に保護者や地域の皆様にも一般公開が行われる。
1995年（平成7年）12月、第1回クリスマスコンサートが開催された。
- 校外写真展

本校写真部では、地元商店街の空き店舗を利用して校外写真展を実施している。2018年（平成30年）「第1回校外展」を開催、2019年（平成31年）観音寺総合高校写真部とのコラボレーションによる合同写真展を企画した。

## 出身者
政治
- 大平正芳 - 元内閣総理大臣
- 真鍋賢二 - 元環境庁長官
- 岸井寿郎 - 元衆議院議員
- 月原茂皓 - 元衆議院議員
- 岡下信子 - 元衆議院議員
- 浜田恵造 - 前香川県知事
- 三宅徳三郎 - 元高松市長

行政
- 石井英一 - 元運輸省資材局長
- 森誓夫 - 元通商産業省軽工業局長
- 片山醇之助 - 元駐リベリア共和国大使
- 大野乾 - 元香川県副知事
- 小菅亘恭 - 元愛媛県副知事

軍事
- 斎藤弥平太 - 陸軍中将
- 片桐茂 - 陸軍中将
- 秋山門造 - 海軍中将
- 矢野英雄 - 海軍中将
- 田辺弥八 - 海軍中佐

法曹
- 位野木益雄 - 元福岡高等裁判所長官
- 白井美則 - 元高松高等裁判所長官
- 塩田末平 - 元広島地方検察庁検事正
- 岡崎耕三 - 元日本弁護士連合会副会長
- 宮崎浩二 - 元日本弁護士連合会副会長
- 田岡嘉寿彦 - 弁護士
- 矢野伊吉 - 弁護士

実業
- 加藤藤太郎 - 神崎製紙創始者
- 松田伊三雄 - 元三越社長
- 請川卓 - 元香川相互銀行社長
- 伊瀬芳吉 - 元ダイハツ工業社長
- 石川孝一 - 元神鋼商事社長
- 田中隆造 - 元阪神電気鉄道社長
- 田中利治 - 元三菱自動車工業会長
- 阿部貞市 - 元大気社社長
- 三野重和 - 元クボタ社長
- 矢野恒夫 - 元電気化学工業社長
- 米谷美久 - 元オリンパス光学工業常務
- 柳川邦衛 - 元ガリバーインターナショナル最高顧問
- 青山秀彦 - 元王子製紙社長

教育
- 梶和三郎 - 元灘中学校・高等学校校長
- 森諦圓 - 元洛南高等学校校長
- 薄井洋基 - 元神戸大学副学長
- 秋山範二 - 元滋賀大学学長事務取扱
- 倉田貞美 - 元香川大学学長
- 藤田敬三 - 元大阪経済大学学長
- 山内祥史 - 元神戸女学院大学学長

研究
- 岡田恒男 - 東京大学名誉教授
- 藤村貞夫 - 東京大学名誉教授
- 前川孫二郎 - 京都大学名誉教授
- 佐伯富 - 京都大学名誉教授
- 長谷川年光 - 京都大学名誉教授
- 近藤文男 - 京都大学名誉教授
- 井川満 - 京都大学名誉教授
- 玉尾皓平 - 京都大学名誉教授
- 林拓二 - 京都大学名誉教授
- 田尾雅夫 - 京都大学名誉教授
- 磯崎辰五郎 - 大阪大学名誉教授
- 藤田廣志 - 大阪大学名誉教授
- 眞鍋禮三 - 大阪大学名誉教授
- 金丸文一 - 大阪大学名誉教授
- 井村徹 - 名古屋大学名誉教授
- 塩田重利 - 東京医科歯科大学名誉教授
- 小山修三 - 国立民族学博物館名誉教授
- 岡田倫代 - 高知大学教授
- 岡田尊司 - 山形大学客員教授

医療
- 白川洋一 - 医師
- 小松秀樹 - 医師
- 福家伸夫 - 医師

文芸
- 秋山六郎兵衛 - 独文学者
- 福田宏年 - 独文学者
- 島比呂志 - 小説家
- 芦原すなお - 小説家
- 小笠原慧 - 小説家
- 田尾和俊 - 評論家
- 大塚布見子 - 歌人
- 田中岑 - 洋画家
- 岩倉壽 - 日本画家
- 井上員男 - 版画家
- 高瀬直子 - 漫画家

放送
- 白川文造 - 元BSフジ社長
- 河野憲治 - NHKメディア総局特別主幹
- 大平雅美 - 元テレビ東京アナウンサー

スポーツ
- 横山学 - 陸上競技選手
- 中野真実 - 陸上競技選手
- 荻田大樹 - 陸上競技選手
- 大矢根博臣 - 元プロ野球選手
- 佐川守一 - 元プロ野球選手
- 三宅孝夫 - 元プロ野球選手
- 織田光正 - 元プロ野球選手
- 三瀬幸司 - 元プロ野球選手
- 大西敏文 - 元アマチュア野球選手
- 川原実 - プロゴルファー

芸能
- 川人千明 - 元ミス・ユニバース日本代表
- Ikoman - アレンジャー
- 桂圓枝 - 落語家
- ガリベンズ矢野 - お笑いタレント
- 中嶋こゆき - 女優

## 特記事項
樟樹
1904年（明治37年）三豊中学の新校舎が現在地に完成した時、最初に植樹された。その後、卒業生の寄附等により徐々に増えて68本ある。
1972年（昭和47年）校誌『樟樹』が創刊されて以来、一般に使用される「楠」という字を使わず、本校が「樟樹」と呼び習わすようになった。
施設
- 校舎棟　2014年（平成26年）竣工[110]
- 体育館　2017年（平成29年）竣工[111]

西門
1965年（昭和40年）12月22日、新生徒通用門の第二号門（西門）に三豊中学時代から使用していた正門を移動した。
第一号門（正門）、第三号門（南門）、第五号門（東門）となる。第四号門（旧南門）は閉門された。
胸像
- 石井朝太郎先生胸像

香川県立三豊高等女学校 初代校長。1907年（明治40年）5月から1931年（昭和6年）3月まで24年間勤めた。
- 中井虎男先生胸像

香川県立三豊中学校 数学教諭。1904年（明治37年）4月から1932年（昭和7年）3月まで28年間勤めた。
- 大平正芳先輩胸像

第68・69代内閣総理大臣
映画
- 『青春デンデケデケデケ』

芦原すなおの小説およびそれを元にした映画。原作の舞台は本校である。1991年（平成3年）11月、本校でロケが行われた。
- 『機関車先生』

2003年（平成15年）4月、本校でロケが行われ、剣道部や演劇部が参加した。
放送
- 『NHK プロフェッショナル 仕事の流儀』

2010年（平成22年）2月9日、 第136回 「定時制高校、明日への一歩」が放送された。本校定時制が取り上げられた。
奨学金
- 公益財団法人 加藤奨学財団[118]

創設者が本校卒業生である。
- 公益財団法人 大西・アオイ記念財団[119]

創設者が本校卒業生である。
- 公益財団法人 近藤記念財団[120]

本校が同財団の指定校となっている。
- 公益財団法人 さくら財団[121]

本校が同財団の指定校となっている。

## 関連書籍・DVD
- 『ジュニア陸上競技教典』（全国高等学校体育連盟陸上競技部(編)、陸上競技社、1997/3、棒高跳の項を詫間茂（香川県立観音寺第一高等学校陸上競技部監督）が執筆）
- 『めざせ！鳥人！！棒高跳完全マスター　ポールを効率よく起こすためのABC』（指導・解説：詫間茂（香川県立観音寺第一高等学校陸上競技部監督・香川県陸上競技協会理事長）、実技協力：香川県立観音寺第一高等学校陸上競技部、中野真実（観音寺第一高等学校→東京学芸大学→今治造船陸上競技部）、ジャパンライム、2009/5、DVD